# Imperial State Electric (musikalbum)
Imperial State Electric är det svenska rockbandet Imperial State Electrics debutalbum, utgivet den 28 maj 2010.

## Låtlista
1. "A Holiday from My Vaction" - 3:48
2. "Lord Knows I Know That It Ain't Right" - 3:03
3. "Resign" - 3:31
4. "Throwing Stones" - 3:17
5. "I'll Let You Down" - 3:06
6. "I Got All Day Long" - 3:16
7. "Lee Anne" - 3:18
8. "Déjà Vu" - 2:25
9. "Together in the Darkness" - 3:34
10. "Alive" - 3:09
11. "Diseased Pieces of My Heart" - 3:44
12. "Redemption's Gone" - 2:58

### Fotnoter
1. ↑  ”Imperial State Electric”. Discogs.com. http://www.discogs.com/Imperial-State-Electric-Imperial-State-Electric/master/394213. Läst 25 mars 2012.